# 전임 2: 비태반격전
《전임2 : 비태반격전》(前任2：备胎反击战, Ex Files 2)는 중국에서 제작된 전우생 감독의 2015년 멜로/로맨스, 코미디 영화이다. 곽채결 등이 주연으로 출연하였다. 2014년 영화 전임공략의 후속작이다. 2015년 11월 6일 중국에서 개봉되었다.

## 출연

### 주연
- 곽채결
- 정개

### 조연
- 왕전군